# Julianna
A Julianna női név a Juliánusz férfinév női párja.

## Rokon nevek
- Juliána:[1] a Julianna névnek a latin eredetihez közelebb álló alakja.[2]
- Julinka:[1] a Julianna magyar becenevéből önállósult.[2]
- Juliska:[1] a Julianna magyar becenevéből önállósult.[2]
- Liána:[1] a Julianna önállósult beceneve.[3]
- Uljána:[1] a Julianna orosz változata.[4]

Lilla, Júlia, Julietta, Julitta, Julilla, Zsüliett

## Gyakorisága
Az 1990-es években a Julianna ritka, a Liána igen ritka, a Juliána, Julinka, Juliska és az Uljána szórványos név volt, a 2000-es évek elején nem szerepelnek a 100 leggyakoribb női név között.
A KEKKH adatai alapján a teljes népességre vonatkozóan a Julianna 1998-ban a 8., 2001-től a 2010-es évek elejéig a 9., napjainkban a 14. leggyakoribb női név, a többi nem szerepel az első százban.

## Névnapok
Julianna, Julinka, Juliska, Juliána
- február 16.[2]
- április 5.[2]
- május 14.[2]
- május 22.[2]
- június 19.[2]

Liána:
- június 19.

Uljána
- május 22.

## Híres Juliannák, Juliánák, Julinkák, Juliskák, Liánák és Uljánák
„Julianna” utónevű személyek szócikkeinek listája a Wikidata alapján
| - Arany Julianna, Arany János és Ercsey Julianna lánya - Csapó Julianna tanár, könyvtáros, irodalomtörténész - Ercsey Julianna, Arany János felesége - Fábián Juliánna író, újságíró - Festetics Julianna grófnő, múzeumalapító, Széchényi Ferenc felesége, Széchenyi István anyja - Géczy Julianna a „lőcsei fehér asszony” - Kiss Julianna válogatott labdarúgó - Lisziewicz Julianna biológus, vegyész | - Németh Pálné Parrag Julianna hímzőasszony - Rákóczi Julianna, II. Rákóczi Ferenc nővére - Szabados Julianna újságíró - Szajlai Julianna válogatott labdarúgó - Vajda Julianna, Csokonai szerelme - Vári Juliánna festőművész - Zsigray Julianna írónő, költőnő |

### Külföldiek
| - Juliana Bernes angol heraldikai, solymászati, vadászati író - Juliana Fabritius-Dancu erdélyi szász festő, néprajzkutató, művészettörténész - Juliana Leonyigyivna Fedak ukrán teniszező - Julianna Margulies amerikai színésznő | - Julianna Rose Mauriello amerikai színésznő, énekes, táncos - Julianne Moore amerikai színésznő - Norwichi Julianna, angol középkori misztikus - Juliana Pasha albán énekesnő |

### Uralkodók
- Julianna holland királynő